# Бойко Михайло Петрович
Михайло Петрович Бойко (нар. 1901, село Хрустова, тепер Молдова — ?) — український радянський діяч, бригадир колгоспу імені Леніна Молдавської АРСР. Депутат Верховної Ради СРСР 1-го скликання.

## Життєпис
Народився в бідній селянській родині. Закінчив початкову школу. З 1912 року наймитував у поміщика Вишневського в селі Хрустова (тепер Кам'янського району Молдови).
У 1918—1922 роках працював у власному сільському господарстві.
У 1922—1924 роках — у Червоній армії.
У 1924—1930 роках працював у власному сільському господарстві.
З 1930 року — рільник, з 1932 року — бригадир колгоспу імені Леніна села Хрустова Кам'янського району Молдавської АРСР.